# 島嶼町村制
島嶼町村制是日本過去針對島嶼地區實施町村行政區的制度。實施的範圍包括伊豆群島、小笠原群島、隱岐群島、對馬島、琉球群島（吐噶喇群島、奄美群島、沖繩群島、宮古群島、八重山群島）。

## 町村制以前
明治維新之後、日本政府為了建立中央集權的國家，開始著手變更地方行政制度，在1871年先制定了大區小區制，並在隔年開始實施，但此制度並未考量各地狀況，未能順利推行。
1878年日本政府制定「地方三新法」，確定了地方行政制度的架構，包括「府縣」、「郡區」、「町村」的三級架構，之後陸續1888年實施市制和町村制。

## 島嶼地區
在1888年實施市制和町村制時，島嶼地區被排除在外，不視為本土，另設置「島廳」由各地府縣直接管轄；直到各地陸續實施「島嶼町村制」，或是取消島嶼指定狀況，視為本土並施行「町村制」之後，各島嶼地區才開始設置町村。

### 伊豆群島及小笠原群島
由於人口較少，且小笠原群島上有來自歐美的居民，因此最初由東京府直接管轄。
- 1876年：足柄縣被廢除，併入靜岡縣。
- 1878年：改隸屬東京府。
- 1900年：伊豆群島上設置大島島廳、八丈島廳，小笠原群島設置小笠原島廳。
- 1923年：伊豆群島開始實施島嶼町村制施行。
- 1926年：廢止島廳制度，將其改組為支廳。
- 1940年：小笠原群島開始實施島嶼町村制。

### 隱岐群島
隱岐群島上最初曾設置海士郡、知夫郡、周吉郡、穩地郡四郡，並設置郡役所負責行政之管理；直到1889年廢除四郡，設置隠岐島廳，隸屬島根縣管轄。
- 1869年：隱岐國改設置隱岐縣，後又被因行政區劃整併而更名為大森縣。
- 1872年：經改劃入島根縣管轄。
- 1889年：廢止隠岐群島四郡，設置隠岐島廳。
- 1904年：取消島嶼特例，視為本土，實施町村制，島廳的權限變更為與本土的郡役所相同。
- 1925年：廢除隠岐島廳，改設隱岐支廳。

### 對馬島
- 1889年：設置14村。

### 吐噶喇群島及奄美群島
在設置鹿兒島縣後，奄美群島就屬於縣府直接統治，而島廳之下的地方行政單位則是延續過去琉球王國施行的間切，替代町村的設置。
- 1879年：實施郡區制和町村制，在奄美群島設置大島郡，隸屬大隅國，並設置郡役所，地名全名為鹿兒島縣大隅國大島郡。
- 1885年：廢止郡役所，改設金久支廳。
- 1886年：金久支廳改名為大島島廳，支廳長改設為島司。
- 1897年：薩摩國川邊郡的島嶼地區（硫磺島、黑島、竹島、口之島、臥蛇島、平島、中之島、惡石島、諏訪之瀨島、寶島）改編入大島郡。
- 1908年：實施島嶼町村制，廢除間切。
- 1920年：解除島嶼特例，視為本土，改實施町村制。
- 1926年：島廳改設為支廳。

### 沖繩縣
明治時代最初沖繩縣仍延續琉球王國時期的行政，施行間切制。
- 1872年：琉球王國被日本併吞，設置琉球藩。
- 1879年：廢止琉球藩，改設置沖繩縣。
- 1896年：設置島尻郡、中頭郡、國頭郡、宮古郡、八重山郡五郡以及那霸區、首里區，並在宮古群島和八重山群島設置島廳。
- 1908年：實施島嶼町村制，廢除間切制度。
- 1920年：解除島嶼特例，視為本土，改實施町村制。

## 関連項目
- 大區小區制
- 市制 (日本)
- 町村制
- 樺太町村制